# Зиян
Зи́ян (макед. Зијан) — югославская и македонская музыкальная группа, созданная в 1978 году в городе Гевгелия. Для стиля группы характерно сочетание рока с элементами этнической музыки.
Участники группы «Зиян» выступали на многих музыкальных фестивалях в Северной Македонии и в других странах бывшей Югославии, в том числе и на фестивале Гитаријада в 1987 году в сербском городе Заечар, на котором получили два главных приза.

## История
Основателями группы «Зиян» были четверо македонских музыкантов: Ацо Митров, Ице Кёрнаков, Коце Динев и Яне Динев. В первые годы своего существования музыканты трижды меняли название коллектива. Сначала, с момента создания в 1978 году, группа называлась «Бабини Внуци», затем — «Трета Смена» и с 1980 года — «Зиян». Первым значительным выступлением группы из города Гевгелия стало её участие в качестве «разогревающего состава» в одном из концертов словенской группы Videosex в 1981 году. Свои первые демо группа «Зиян» записала в 1983 году в Белграде, в студии «Аквариус». Первые записи транслировались в музыкальных программах таких югославских радиостанций, как Дискоселектор и Урнебес. С 1984 года группа «Зиян» начинает набирать всё бо́льшую популярность в Македонии, принимая участие во многих концертах и музыкальных фестивалях в республике. Наиболее значимыми для группы в то время стали выступления на нескольких фестивалях Рок фест и концерт в Молодёжном культурном центре в Скопье. Одним из самых успешных для участников коллектива «Зиян» становится 1987 год, когда они побеждают на фестивале Гитаријада в городе Заечар, получая первый приз жюри и приз зрительских симпатий. С этого времени группа стала выступать не только в Македонии, но и в других республиках бывшей Югославии. В 1988 году группа «Зиян» получает два главных приза на Фестивале Молодёжи (Festival Omladina) в городе Суботица.
В 1990 году группа «Зиян» записала в студии Македонской телерадиокомпании «Студио М-2» альбом «Низводно», который был выпущен на следующий год в формате аудиокассеты.
Основной автор музыки и текстов группы «Зиян» — Коце Динев. Его авторству принадлежит одна из наиболее популярных композиций — «Пушти Коси», которая является ярким примером сочетания рок-музыки с этническими мотивами. Другими популярными песнями македонского коллектива являются «Еј остани», «Што ќе ми си», «Јукумутата», «Елизабет», «Деца бевме», «Обична песна». В репертуар группы входит также народная песня «Стамена».
В разное время с группой записывались или выступали Стево Стойковски (Стево Стојковски) — волынка, Валентино Скендеровски (Валентино Скендеровски) — клавишные, Вера Янкович (Вера Јанковиќ) — вокал.
Музыканты группы Зиян являются лауреатами премии 7 ноября, которая вручается администрацией Гевгелии за достижения, заслуги и вклад в развитие города.

## Участники группы
- Ацо (Апостол) Митров (Ацо Митров) — гитара, вокал;
- Ице (Ристо) Кёрнаков (Ице Ќорнаков) — клавишные;
- Коце (Костадин) Динев (Коце Динев) — бас-гитара, вокал;
- Яне (Ангел) Динев (Јане Динев) — ударные;
- Кирил Зарлинов (Кирил Зарлинов) — клавишные.